# Saison 2014-2015 des Trail Blazers de Portland
La saison 2014-2015 des Trail Blazers de Portland est la 45e saison de la franchise en NBA.

## Draft
Les Trail Blazers de Portland n'avaient pas de choix de draft.

## Classements

### Conférence
| Conférence Ouest | Conférence Ouest                | Conférence Ouest | Conférence Ouest | Conférence Ouest | Conférence Ouest | Conférence Ouest | Conférence Ouest |
| No               | Franchise                       | Vic.             | Def.             | MJ               | MR               | % V/D            | RV               |
| ---------------- | ------------------------------- | ---------------- | ---------------- | ---------------- | ---------------- | ---------------- | ---------------- |
| 1                | Warriors de Golden State        | 67               | 15               | 82               | 0                | 81,7%            | -                |
| 2                | Rockets de Houston              | 56               | 26               | 82               | 0                | 68,3%            | 11               |
| 3                | Clippers de Los Angeles         | 56               | 26               | 82               | 0                | 68,3%            | 11               |
| 4                | Trail Blazers de Portland       | 51               | 31               | 82               | 0                | 62,2%            | 16               |
| 5                | Grizzlies de Memphis            | 55               | 27               | 82               | 0                | 67,1%            | 12               |
| 6                | Spurs de San Antonio T          | 55               | 27               | 82               | 0                | 67,1%            | 12               |
| 7                | Mavericks de Dallas             | 50               | 32               | 82               | 0                | 61,0%            | 17               |
| 8                | Pelicans de La Nouvelle-Orléans | 45               | 37               | 82               | 0                | 54,9%            | 22               |
|                  |                                 |                  |                  |                  |                  |                  |                  |
| 9                | Thunder d'Oklahoma City         | 45               | 37               | 82               | 0                | 54,9%            | 22               |
| 10               | Suns de Phoenix                 | 39               | 43               | 82               | 0                | 47,6%            | 28               |
| 11               | Jazz de l'Utah                  | 38               | 44               | 82               | 0                | 46,3%            | 29               |
| 12               | Nuggets de Denver               | 30               | 52               | 82               | 0                | 36,6%            | 37               |
| 13               | Kings de Sacramento             | 29               | 53               | 82               | 0                | 35,4%            | 38               |
| 14               | Lakers de Los Angeles           | 21               | 61               | 82               | 0                | 25,6%            | 46               |
| 15               | Timberwolves du Minnesota       | 16               | 66               | 82               | 0                | 19,5%            | 51               |

### Division
| Division Nord-Ouest       | V  | D  | MJ | % V/D | GB | Dom   | Ext   | Div  | Conf  |
| ------------------------- | -- | -- | -- | ----- | -- | ----- | ----- | ---- | ----- |
| Trail Blazers de Portland | 51 | 31 | 82 | 62,2% | -  | 32-9  | 19-22 | 11-5 | 31-21 |
| Thunder d'Oklahoma City   | 45 | 37 | 82 | 54,9% | 6  | 29-12 | 16-25 | 10-6 | 25-27 |
| Jazz de l'Utah            | 38 | 44 | 82 | 46,3% | 13 | 21-20 | 17-24 | 9-7  | 23-29 |
| Nuggets de Denver         | 30 | 52 | 82 | 36,6% | 21 | 19-22 | 11-30 | 6-10 | 19-33 |
| Timberwolves du Minnesota | 16 | 66 | 82 | 19,5% | 35 | 9-32  | 7-34  | 4-12 | 7-45  |

## Saison régulière
| Saison régulière Total: 51-31 (Domicile: 32-9; Extérieur: 19-22) |

Le calendrier a été annoncé le 13 août. 
- Le 30 mars 2015 après une victoire 109-86 contre les Suns de Phoenix, l'équipe se qualifie pour les playoffs.
- Le 3 avril 2015 après une victoire 107-77 contre les Lakers de Los Angeles, l'équipe devient championne de division.

## Confrontations
| Conférence Est      | Conférence Est                           | Conférence Est                           | Conférence Ouest                         | Conférence Ouest                         | Conférence Ouest                         | Conférence Ouest                         | Conférence Ouest                         |
| Division Atlantique | Division Atlantique                      | Division Atlantique                      | Division Nord-Ouest                      | Division Nord-Ouest                      | Division Nord-Ouest                      | Division Nord-Ouest                      | Division Nord-Ouest                      |
| Équipe              | Domicile                                 | Extérieur                                | Équipe                                   | Domicile                                 | Domicile                                 | Extérieur                                | Extérieur                                |
| ------------------- | ---------------------------------------- | ---------------------------------------- | ---------------------------------------- | ---------------------------------------- | ---------------------------------------- | ---------------------------------------- | ---------------------------------------- |
| Boston              | 89-90                                    | 94-88                                    | Denver                                   | 116-100                                  | 120-114                                  | 130-113                                  | 105-103                                  |
| Brooklyn            | 97-87                                    | 96-106                                   | Minnesota                                | 107-93                                   | 116-91                                   | 82-90                                    | 113-121                                  |
| New York            | 101-79                                   | 103-99                                   | Oklahoma City                            | 106-89                                   | 115-112                                  | 115-111 (OT)                             | 90-101                                   |
| Philadelphie        | 114-93                                   | 114-104                                  |                                          |                                          |                                          |                                          |                                          |
| Toronto             | 102-97 (OT)                              | 113-97                                   | Utah                                     | 103-102                                  | 105-111                                  | 76-92                                    | 92-89                                    |
|                     | 4–1                                      | 4–1                                      |                                          | 7–1                                      | 7–1                                      | 4–4                                      | 4–4                                      |
| Division            | 8–2                                      | 8–2                                      | Division                                 | 11–5                                     | 11–5                                     | 11–5                                     | 11–5                                     |
| Division Atlantique | Division Atlantique                      | Division Atlantique                      | Division Nord-Ouest                      | Division Nord-Ouest                      | Division Nord-Ouest                      | Division Nord-Ouest                      | Division Nord-Ouest                      |
| Équipe              | Domicile                                 | Extérieur                                | Équipe                                   | Domicile                                 | Domicile                                 | Extérieur                                | Extérieur                                |
| Chicago             | 105-87                                   | 106-115                                  | Golden State                             | 90-95                                    | 108-122                                  | 105-116                                  |                                          |
| Cleveland           | 101-82                                   | 94-99                                    | L.A. Clippers                            | 94-100                                   | 122-106                                  | 102-106                                  | 98-93 (OT)                               |
| Detroit             | 118-99                                   | 98-86                                    | L.A. Lakers                              | 98-94                                    | 102-86                                   | 106-94                                   | 107-77                                   |
| Indiana             | 88-82                                    | 95-85                                    | Phoenix                                  | 108-87                                   | 109-86                                   | 113-118                                  | 87-81                                    |
| Milwaukee           | 104-97                                   | 88-95                                    | Sacramento                               | 98-94                                    |                                          | 94-103                                   | 110-99                                   |
|                     | 5–0                                      | 2–3                                      |                                          | 5–1                                      | 5–1                                      | 5–4                                      | 5–4                                      |
| Division            | 7–3                                      | 7–3                                      | Division                                 | 10–8                                     | 10–8                                     | 10–8                                     | 10–8                                     |
| Division Atlantique | Division Atlantique                      | Division Atlantique                      | Division Nord-Ouest                      | Division Nord-Ouest                      | Division Nord-Ouest                      | Division Nord-Ouest                      | Division Nord-Ouest                      |
| Équipe              | Domicile                                 | Extérieur                                | Équipe                                   | Domicile                                 | Domicile                                 | Extérieur                                | Extérieur                                |
| Atlanta             | 107-115                                  | 99-105                                   | Dallas                                   | 108-87                                   | 94-75                                    | 101-111 (OT)                             | 98-114                                   |
| Charlotte           | 102-100                                  | 105-97                                   | Houston                                  | 105-100                                  |                                          | 95-110                                   | 109-98                                   |
| Miami               | 99-83                                    | 104-108                                  | Memphis                                  | 99-112                                   | 92-98                                    | 98-102                                   | 86-97                                    |
| Orlando             | 103-92                                   | 104-111                                  | New Orleans                              | 102-93                                   | 99-90                                    | 114-88                                   |                                          |
| Washington          | 103-96                                   | 97-105                                   | San Antonio                              | 108-95                                   | 111-95                                   | 129-119 (OT)                             | 96-110                                   |
|                     | 4–1                                      | 1–4                                      |                                          | 7–2                                      | 7–2                                      | 3–6                                      | 3–6                                      |
| Division            | 5–5                                      | 5–5                                      | Division                                 | 10–8                                     | 10–8                                     | 10–8                                     | 10–8                                     |
| Conférence          | 20–10 (Domicile: 13–2; Extérieur: 7–8)   | 20–10 (Domicile: 13–2; Extérieur: 7–8)   | Conférence                               | 31–21 (Domicile: 19–7; Extérieur: 12–14) | 31–21 (Domicile: 19–7; Extérieur: 12–14) | 31–21 (Domicile: 19–7; Extérieur: 12–14) | 31–21 (Domicile: 19–7; Extérieur: 12–14) |
| Total               | 51–31 (Domicile: 32–9; Extérieur: 19–22) | 51–31 (Domicile: 32–9; Extérieur: 19–22) | 51–31 (Domicile: 32–9; Extérieur: 19–22) | 51–31 (Domicile: 32–9; Extérieur: 19–22) | 51–31 (Domicile: 32–9; Extérieur: 19–22) | 51–31 (Domicile: 32–9; Extérieur: 19–22) | 51–31 (Domicile: 32–9; Extérieur: 19–22) |

## Playoffs

### Premier tour

#### (4)Trail Blazers de Portlandvs.Grizzlies de Memphis(5)
| 19 avril 2015 20:00 EDT | (en) Boxscore | Trail Blazers de Portland 86, Grizzlies de Memphis 100   | Trail Blazers de Portland 86, Grizzlies de Memphis 100 | Trail Blazers de Portland 86, Grizzlies de Memphis 100 |  | FedExForum, Memphis Affluence : 18 119 Arbitres : no 19 James Capers no 42 Eric Lewis no 49 Tom Washington | TNT |
| 19 avril 2015 20:00 EDT | (en) Boxscore | Score par quart-temps : 15-25, 24-33, 23-28, 24-14       |                                                        |                                                        |  | FedExForum, Memphis Affluence : 18 119 Arbitres : no 19 James Capers no 42 Eric Lewis no 49 Tom Washington | TNT |
| 19 avril 2015 20:00 EDT | (en) Boxscore | Score par mi-temps : 39-58, 47-42                        |                                                        |                                                        |  | FedExForum, Memphis Affluence : 18 119 Arbitres : no 19 James Capers no 42 Eric Lewis no 49 Tom Washington | TNT |
| 19 avril 2015 20:00 EDT | (en) Boxscore | LaMarcus Aldridge 32 LaMarcus Aldridge 14 Batum, Blake 4 | Points Rebonds Passes d.                               | Beno Udrih 20 Gasol, Randolph 11 Gasol, Udrih 7        |  | FedExForum, Memphis Affluence : 18 119 Arbitres : no 19 James Capers no 42 Eric Lewis no 49 Tom Washington | TNT |

| 22 avril 2015 20:00 EDT | (en) Boxscore | Trail Blazers de Portland 82, Grizzlies de Memphis 97     | Trail Blazers de Portland 82, Grizzlies de Memphis 97 | Trail Blazers de Portland 82, Grizzlies de Memphis 97 |  | FedExForum, Memphis Affluence : 18 119 Arbitres : no 25 Tony Brothers no 20 Leroy Richardson no 22 Bill Spooner | TNT |
| 22 avril 2015 20:00 EDT | (en) Boxscore | Score par quart-temps : 21-19, 18-31, 21-23, 22-24        |                                                       |                                                       |  | FedExForum, Memphis Affluence : 18 119 Arbitres : no 25 Tony Brothers no 20 Leroy Richardson no 22 Bill Spooner | TNT |
| 22 avril 2015 20:00 EDT | (en) Boxscore | Score par mi-temps : 39-50, 43-47                         |                                                       |                                                       |  | FedExForum, Memphis Affluence : 18 119 Arbitres : no 25 Tony Brothers no 20 Leroy Richardson no 22 Bill Spooner | TNT |
| 22 avril 2015 20:00 EDT | (en) Boxscore | LaMarcus Aldridge 24 LaMarcus Aldridge 14 Nicolas Batum 7 | Points Rebonds Passes d.                              | Conley, Lee 18 Zach Randolph 10 Mike Conley, Jr. 6    |  | FedExForum, Memphis Affluence : 18 119 Arbitres : no 25 Tony Brothers no 20 Leroy Richardson no 22 Bill Spooner | TNT |

| 25 avril 2015 22:30 EDT | (en) Boxscore | Grizzlies de Memphis 115, Trail Blazers de Portland 109 | Grizzlies de Memphis 115, Trail Blazers de Portland 109 | Grizzlies de Memphis 115, Trail Blazers de Portland 109 |  | Moda Center, Portland Affluence : 19 945 Arbitres : no 48 Scott Foster no 56 Mark Ayotte no 55 Bill Kennedy | ESPN |
| 25 avril 2015 22:30 EDT | (en) Boxscore | Score par quart-temps : 24-19, 38-30, 23-26, 30-34      |                                                         |                                                         |  | Moda Center, Portland Affluence : 19 945 Arbitres : no 48 Scott Foster no 56 Mark Ayotte no 55 Bill Kennedy | ESPN |
| 25 avril 2015 22:30 EDT | (en) Boxscore | Score par mi-temps : 62-49, 53-60                       |                                                         |                                                         |  | Moda Center, Portland Affluence : 19 945 Arbitres : no 48 Scott Foster no 56 Mark Ayotte no 55 Bill Kennedy | ESPN |
| 25 avril 2015 22:30 EDT | (en) Boxscore | Marc Gasol 25 Marc Gasol 7 trois joueurs 4              | Points Rebonds Passes d.                                | Nicolas Batum 27 LaMarcus Aldridge 7 Damian Lillard 9   |  | Moda Center, Portland Affluence : 19 945 Arbitres : no 48 Scott Foster no 56 Mark Ayotte no 55 Bill Kennedy | ESPN |

| 27 avril 2015 22:30 EDT | (en) Boxscore | Grizzlies de Memphis 92, Trail Blazers de Portland 99 | Grizzlies de Memphis 92, Trail Blazers de Portland 99 | Grizzlies de Memphis 92, Trail Blazers de Portland 99 |  | Moda Center, Portland Affluence : 19 541 Arbitres : no 43 Dan Crawford no 11 Derrick Collins no 8 Marc Davis | TNT |
| 27 avril 2015 22:30 EDT | (en) Boxscore | Score par quart-temps : 22-27, 26-28, 27-13, 17-31    |                                                       |                                                       |  | Moda Center, Portland Affluence : 19 541 Arbitres : no 43 Dan Crawford no 11 Derrick Collins no 8 Marc Davis | TNT |
| 27 avril 2015 22:30 EDT | (en) Boxscore | Score par mi-temps : 48-55, 44-44                     |                                                       |                                                       |  | Moda Center, Portland Affluence : 19 541 Arbitres : no 43 Dan Crawford no 11 Derrick Collins no 8 Marc Davis | TNT |
| 27 avril 2015 22:30 EDT | (en) Boxscore | Marc Gasol 21 Tony Allen 10 Marc Gasol 6              | Points Rebonds Passes d.                              | Damian Lillard 32 Batum, Leonard 13 Damian Lillard 7  |  | Moda Center, Portland Affluence : 19 541 Arbitres : no 43 Dan Crawford no 11 Derrick Collins no 8 Marc Davis | TNT |

| 29 avril 2015 21:30 EDT | (en) Boxscore | Trail Blazers de Portland 93, Grizzlies de Memphis 99 | Trail Blazers de Portland 93, Grizzlies de Memphis 99 | Trail Blazers de Portland 93, Grizzlies de Memphis 99 |  | FedExForum, Memphis Affluence : 18 119 Arbitres : no 41 Ken Mauer no 45 Brian Forte no 14 Ed Malloy | TNT |
| 29 avril 2015 21:30 EDT | (en) Boxscore | Score par quart-temps : 20-20, 19-26, 27-22, 27-31    |                                                       |                                                       |  | FedExForum, Memphis Affluence : 18 119 Arbitres : no 41 Ken Mauer no 45 Brian Forte no 14 Ed Malloy | TNT |
| 29 avril 2015 21:30 EDT | (en) Boxscore | Score par mi-temps : 39-46, 54-53                     |                                                       |                                                       |  | FedExForum, Memphis Affluence : 18 119 Arbitres : no 41 Ken Mauer no 45 Brian Forte no 14 Ed Malloy | TNT |
| 29 avril 2015 21:30 EDT | (en) Boxscore | C.J. McCollum 33 Nicolas Batum 10 Nicolas Batum 7     | Points Rebonds Passes d.                              | Marc Gasol 26 Marc Gasol 14 Tony Allen, Calathes 4    |  | FedExForum, Memphis Affluence : 18 119 Arbitres : no 41 Ken Mauer no 45 Brian Forte no 14 Ed Malloy | TNT |
| 29 avril 2015 21:30 EDT | (en) Boxscore | Memphis remporte la série 4 à 1.                      |                                                       |                                                       |  | FedExForum, Memphis Affluence : 18 119 Arbitres : no 41 Ken Mauer no 45 Brian Forte no 14 Ed Malloy | TNT |

Matchs de saison régulière
Memphis gagne la série 4 à 0.
| 28 novembre 2014 | Rapport | Grizzlies de Memphis 112, Trail Blazers de Portland 99 | Grizzlies de Memphis 112, Trail Blazers de Portland 99 | Grizzlies de Memphis 112, Trail Blazers de Portland 99 |  | Moda Center, Portland |

| 17 janvier 2015 | Rapport | Trail Blazers de Portland 98, Grizzlies de Memphis 102 | Trail Blazers de Portland 98, Grizzlies de Memphis 102 | Trail Blazers de Portland 98, Grizzlies de Memphis 102 |  | FedExForum, Memphis |

| 22 février 2015 | Rapport | Grizzlies de Memphis 98, Trail Blazers de Portland 92 | Grizzlies de Memphis 98, Trail Blazers de Portland 92 | Grizzlies de Memphis 98, Trail Blazers de Portland 92 |  | Moda Center, Portland |

| 21 mars 2015 | Rapport | Trail Blazers de Portland 86, Grizzlies de Memphis 97 | Trail Blazers de Portland 86, Grizzlies de Memphis 97 | Trail Blazers de Portland 86, Grizzlies de Memphis 97 |  | FedExForum, Memphis |

C'est la première fois que ces deux équipes se rencontrent en Playoffs.

## Effectif actuel
| Trail Blazers de Portland Effectif actuel                            |    |                         |                       |                  |
| Entraîneur: Terry Stotts                                             |    |                         |                       |                  |
| Ailier                                                               | 4  | Drapeau des États-Unis  | Arron Afflalo         | UCLA             |
| Ailier fort, Pivot                                                   | 12 | Drapeau des États-Unis  | LaMarcus Aldridge (C) | Texas            |
| Ailier                                                               | 88 | Drapeau de la France    | Nicolas Batum         | France           |
| Meneur                                                               | 25 | Drapeau des États-Unis  | Steve Blake           | Maryland         |
| Arrière                                                              | 23 | Drapeau des États-Unis  | Allen Crabbe          | California       |
| Ailier fort, Pivot                                                   | 19 | Drapeau de l'Angleterre | Joel Freeland         | Angleterre       |
| Ailier                                                               | 33 | Drapeau des États-Unis  | Alonzo Gee            | Alabama          |
| Pivot                                                                | 35 | Drapeau des États-Unis  | Chris Kaman           | Central Michigan |
| Pivot                                                                | 11 | Drapeau des États-Unis  | Meyers Leonard        | Illinois         |
| Meneur                                                               | 0  | Drapeau des États-Unis  | Damian Lillard (C)    | Weber State      |
| Arrière, Ailier                                                      | 42 | Drapeau des États-Unis  | Robin Lopez           | Stanford         |
| Pivot                                                                | 2  | Drapeau des États-Unis  | Wesley Matthews       | Marquette        |
| Meneur                                                               | 3  | Drapeau des États-Unis  | C.J. McCollum         | Lehigh           |
| Arrière, Ailier                                                      | 1  | Drapeau des États-Unis  | Dorell Wright         | South Kent       |
| (C) - Capitaine (AL) - Agent libre (R) - Rookie (ou recrue) - Blessé |    |                         |                       |                  |

## Contrat et salaires 2014-2015
| Joueur            | Poste | Âge | Salaire      | Fin du contrat |
| ----------------- | ----- | --- | ------------ | -------------- |
| Arron Afflalo     | SG    | 29  | 7 500 000 $  | 2015 (P)       |
| LaMarcus Aldridge | PF    | 29  | 16 256 000 $ | 2015 (UFA)     |
| Nicolas Batum     | SF    | 26  | 11 765 500 $ | 2016 (UFA)     |
| Steve Blake       | PG    | 34  | 2 077 000 $  | 2015 (P)       |
| Allen Crabbe      | SG    | 22  | 862,000 $    | 2015 (T)       |
| Joel Freeland     | C     | 27  | 3 013 512 $  | 2015 (RFA)     |
| Alonzo Gee        | SF    | 27  | 915 243 $    | 2015 (UFA)     |
| Chris Kaman       | C     | 32  | 4 800 000 $  | 2016 (UFA)     |
| Meyers Leonard    | C     | 22  | 2 317 920 $  | 2016 (RFA)     |
| Damian Lillard    | PG    | 24  | 3 340 920 $  | 2016 (RFA)     |
| Robin Lopez       | C     | 26  | 6 124 729 $  | 2015 (UFA)     |
| Wesley Matthews   | SG    | 28  | 7 245 640 $  | 2015 (UFA)     |
| C.J. McCollum     | SG    | 23  | 2 421 000 $  | 2016 (T)       |
| Dorell Wright     | SF    | 29  | 3 150 000 $  | 2015 (UFA)     |

- (UFA) = Le joueur est libre de signer ou il veut à la fin de la saison.
- (RFA) = Le joueur peut signer un contrat avec l’équipe de son choix, mais son équipe de départ a le droit de s’aligner sur n’importe quelle offre qui lui sera faite.
- (P) =  Le joueur décide de rester une saison supplémentaire avec son équipe ou pas. S'il décide de ne pas rester, il devient agent libre.
- (T) =  L'équipe décide de conserver (ou non) son joueur pour une saison supplémentaire. Si elle ne le garde pas, il devient agent libre.
- 2015 = Joueurs qui peuvent quitter le club à la fin de cette saison.

## Transferts

### Échanges
| Février         | Février                                                                                                | Février                                                     | Février                |
| --------------- | --- | ----------------------------------------------------------- | ---------------------- |
| 19 janvier 2015 | Échange à deux équipes                                                                                 | Échange à deux équipes                                      | Échange à deux équipes |
| 19 janvier 2015 | Vers Nuggets de Denver - Will Barton - Víctor Claver - Thomas Robinson - Premier tour de draft protégé | Vers Trail Blazers de Portland - Arron Afflalo - Alonzo Gee | [ 3 ]                  |

## Free agents (Agents libres)

### Resigne un contrat
| Joueur         | Type de contrat                                               | Contrat               | Référence |
| -------------- | ------------------------------------------------------------- | --------------------- | --------- |
| C.J. McCollum  | Contrat de 3 ans avec une option d'équipe lors de la 3e année | 7 262 880 $ sur 3 ans | [ 4 ]     |
| Meyers Leonard | Contrat de 4 ans, agent libre restreint en 2016               | 9 742 479 $ sur 4 ans | [ 4 ]     |

### Arrivées
| Joueur      | Contrat                                                                        | Ancienne équipe               | Référence |
| ----------- | ------------------------------------------------------------------------------ | ----------------------------- | --------- |
| Steve Blake | Contrat de 4 247 465 $ sur 2 ans avec une option du joueur lors de la 2e année | Warriors de Golden State      | [ 4 ]     |
| Chris Kaman | Contrat de 9 816 000 $ sur 2 ans avec une option du joueur lors de la 2e année | Lakers de Los Angeles         | [ 5 ]     |
| Tim Frazier | Contrat de 29 843 $ sur 10 jours                                               | Red Claws du Maine (D-League) | [ 6 ]     |

### Départs
| Joueur           | Raison                                                | Nouvelle équipe           | Référence |
| ---------------- | ----------------------------------------------------- | ------------------------- | --------- |
| Maurice Williams | A renoncé à l'option joueur, n'a donc pas été resigné | Timberwolves du Minnesota | [ 7 ]     |
| Earl Watson      | Retraite                                              | Retraite                  | [ 8 ]     |

## Récompenses
| Date        | Joueur            | récompense                                                                             | Référence |
| ----------- | ----------------- | -------------------------------------------------------------------------------------- | --------- |
| 17 novembre | Damian Lillard    | Joueur de la semaine dans la conférence Ouest (Semaine du 10 au 16 novembre 2014)      | [ 9 ]     |
| 8 décembre  | LaMarcus Aldridge | Joueur de la semaine dans la conférence Ouest (Semaine du 1er au 7 décembre 2014)      | [ 10 ]    |
| 22 décembre | LaMarcus Aldridge | Joueur de la semaine dans la conférence Ouest (Semaine du 15 au 21 décembre 2014)      | [ 11 ]    |
| 2 mars      | Damian Lillard    | Joueur de la semaine dans la conférence Ouest (Semaine du 23 février au 1er mars 2015) | [ 12 ]    |